# Casa Grande Ruins National Monument
Le Casa Grande Ruins National Monument est un monument national américain situé à Coolidge en Arizona. Il s'agit d'un site constitué de ruines de bâtiments qui auraient été construits au XVe siècle par le peuple Hohokam.